# Bram Grisnigt
Reijer Abraham Grisnigt (Rotterdam, 26 januari 1923 – Bergen op Zoom, 11 januari 2019) was een Nederlandse verzetsstrijder tijdens de Tweede Wereldoorlog.
Grisnigt werd in de nacht van 19 op 20 september 1943 samen met Pieter Hoekman door het Bureau Inlichtingen (BI), in de omgeving van Beugen, ten noorden van Boxmeer, boven Noord-Brabant geparachuteerd. Het BI werkte nauw samen met de Engelse Secret Intelligence Service.
Na zijn parachutering werkte Bram Grisnigt voor het BI in de functie van radiotelegrafist en codist en maakte hij deel uit van de Zendgroep Barbara.

## Biografie

### Naar Engeland
In het voorjaar van 1941 trok Grisnigt samen met een vriend vanuit Den Haag, met als eindbestemming Nederlands-Indië. Daar wilden ze aansluiting zoeken bij het leger om uiteindelijk Nederland te helpen bevrijden. Ze fietsten door Frankrijk. Wegens geldgebrek verkochten ze daar hun fietsen. Een boer bracht hen, verstopt onder de lading op zijn wagen, over de Franse demarcatielijn. Ze reisden met de trein naar Lyon. Grisnigt meldde zich daar bij het Nederlandse Consulaat. Op advies van de consul reisde hij door naar Toulouse. In Toulouse ontmoette hij Piet Hoekman, zijn latere krijgsmakker.
In mei 1942 vertrokken ze samen naar Barcelona, waar ze aan boord gingen van het Spaanse schip Cabo de Buena Esperanza. De Cabo voer via Gibraltar, waar een Britse patrouilleboot enkele Engelandvaarders van boord haalde, waaronder Gerco Vollema en Geertruida Vollema-Nijenhuis. De achterblijvers begrepen niet waarom zij naar Curaçao moesten doorvaren. Albert Scheffer en Theo Wachtel sprongen van boord en zij werden door de patrouilleboot opgepikt. Iets later besloten ook Henk Kroese en Charlie Hugenholtz van boord te springen, maar zij werden aan hun lot overgelaten en verdronken voordat zij de rots bereikten.
Grisnigt was aan boord gebleven. In Curaçao monsterde hij aan als matroos op een olietanker. Rotterdam. Als onderdeel van een konvooi werd de Rotterdam op 28 augustus met nog twee andere schepen getorpedeerd. Van de 47 bemanningsleden kwamen er 13 om het leven. Grisnigt bereikte een reddingsboot. Na door de Amerikaanse marine te zijn gered, bereikte hij de marinebasis van Guantanamo Bay in Cuba. Met een Filipijns vrachtschip reisde hij naar Amerika om via New York Canada te bereiken. In Canada werd hij ingedeeld bij de Prinses Irene Brigade.
In december 1942 scheepte hij samen met duizenden Canadese en Amerikaanse militairen in op het troepentransportschip Queen Elizabeth. Er waren meer dan 15.000 militairen aan boord. Negentien maanden na zijn vertrek uit Nederland stapte hij als soldaat in Schotland aan wal. Samen met Piet Hoekman werd hij met de Prinses Irene Brigade in Wolverhampton gelegerd, in het opleidingskamp Wrottesley Park.

### Bureau Inlichtingen
Grisnigt en Hoekman werden geselecteerd voor de opleiding tot agent bij het Bureau Inlichtingen in Londen. Na hun opleiding tot radio telegrafist/codist werd Grisnigt samen met Hoekman in de nacht van 19 op 20 september 1943 in de omgeving van Beugen, ten noorden van Boxmeer, boven Noord-Brabant geparachuteerd. Door een navigatiefout kwamen de twee agenten op ongeveer twintig kilometer van het beoogde pinpoint terecht. De bagageparachute kwam achter een heg terecht. Met getrokken pistool slopen de agenten naar de tuin waarin de container was beland. Er stonden vier mannen te praten. De agenten sprongen tevoorschijn en sommeerden de mannen hun handen omhoog te steken. Daaraan werd onmiddellijk gevolg gegeven.
De mannen behoorden tot de Luchtbescherming, onder leiding van Beugenaar Marius Verdijk. Toen ze van de schrik waren bekomen, boden ze hun hulp aan om het materiaal te bergen. Als dank kregen de mannen de zijden parachutes. Tegen het middaguur bereikten de agenten hun contactadres veldwachter Gerard Beuvink in Escharen. De volgende ochtend meldden zij hun goede aankomst aan het BI in Londen. De agenten hadden voor dit doel de zogenaamde pigeonbox met twee postduiven meegekregen. De agenten lieten de duiven los. Met een handgeschreven briefje in het kokertje aan de poot van de vogel werd de voorspoedige aankomst in Londen bij het BI bevestigd.

### Terug in Nederland
Grisnigt en Hoekman vertrokken naar hun standplaatsen, in respectievelijk Amsterdam en Den Haag. Via de radiozenders van de Zendgroep Barbara kwam het radiocontact tussen de Ordedienst en het Bureau Inlichtingen in Londen tot stand. Tijdens zijn radiocontacten met het Bureau Inlichtingen maakte Grisnigt gebruik van de codenamen Kees Coster, Willem en Bram. "In het veld" gebruikte hij de schuilnaam R. A. Poot.
Op 6 november 1943 gingen Grisnigt en Hoekman voor een weekend naar Escharen. De avond ervoor waren daar twee andere agenten gearriveerd, Marinus Verhage en Jan Hendrik Diesfeldt. Hun bagage was op een boerenerf in Overasselt terechtgekomen. De veldwachter Beuvink wist dat de boer betrouwbaar was. Maar toen Beuvink, Hoekman en Diesfeldt het pakket gingen ophalen, bleek de zaak verraden. Er waren gewapende Duitse soldaten in de boerderij aanwezig. Bij het gevecht dat ontstond sneuvelde Hoekman.
Op 2 februari 1944 werd de radiozender van Grisnigt in Amsterdam uitgepeild. Hij werd door de Sicherheitsdienst gearresteerd. Via de Euterpestraat in Amsterdam, het Oranjehotel in Scheveningen, Kamp Haaren, Kamp Vught, Sachsenhausen, Neuengamme en Braunschweig kwam Grisnigt in het kamp Ravensbrück terecht. In april 1945 werd hij door de Russen bevrijd. Aan het eind van de oorlog zou blijken dat ruim 20.000 gevangenen in het kamp waren omgekomen.

### Na de oorlog
Na de oorlog wilde Grisnigt niets meer te maken hebben met de oorlog of met Nederland. Hij probeerde daarom afstand te nemen van de beproevingen die hij tijdens de oorlog had doorstaan. Samen met zijn vrouw verhuisde hij naar Curaçao. Na 19 jaar keerde hij terug naar Nederland.
Voor al zijn verzetsdaden kreeg hij het Verzetsherdenkingskruis toegekend.
Toen Grisnigt in 1974 met pensioen ging, heeft hij een persoonlijk archief aangelegd over zijn oorlogsjaren, welke ondergebracht is bij het Verzetsmuseum te Amsterdam.
In de jaren tachtig, toen de meeste voormalige agenten van het Bureau Inlichtingen met pensioen gingen, ontstond het idee om jaarlijks een reünie te organiseren. Prins Bernhard stelde begin jaren negentig voor om de reünies van het Bureau Inlichtingen- en Bijzondere Opdrachten samen te organiseren. In november 2003 werd een monument onthuld op de plek waar de dropping van Grisnigt en Hoekman plaatsvond. In mei 2007 werd de laatste reünie gehouden. De laatste nog-levende agenten van het bureau die dag waren Grisnigt, Harry Weelinck, overleden in 2010, en Pierre de Bourouill, overleden in 2012.
Grisnigt overleed op 95-jarige leeftijd op 11 januari 2019.

## Onderscheidingen

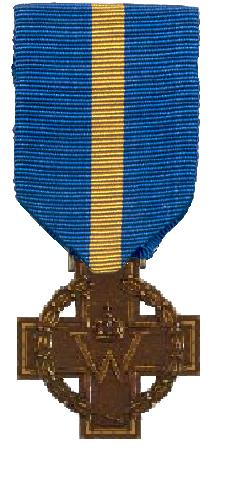
Kruis van Verdienste
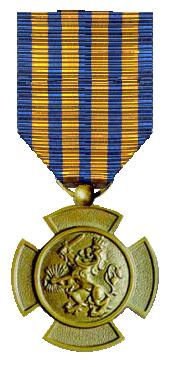
Bronzen Leeuw
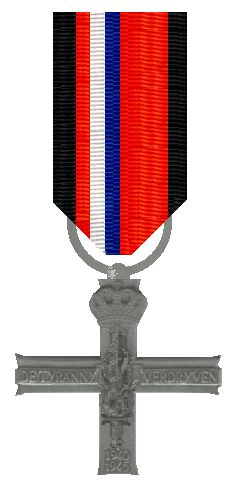
Verzetsherdenkingskruis
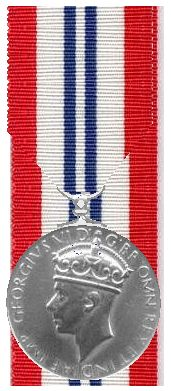
Medal for Courage